# Gran Premio motociclistico di Germania 1984
Il Gran Premio motociclistico di Germania fu il quinto appuntamento del motomondiale 1984.
Si svolse il 27 maggio 1984 sul percorso appena inaugurato del Nürburgring, e corsero tutte le classi in singolo, oltre ai sidecars.
Le vittorie furono di Freddie Spencer in classe 500, Christian Sarron in classe 250, Ángel Nieto in classe 125, Stefan Dörflinger in classe 80 mentre tra i sidecar si impose l'equipaggio Egbert Streuer/Bernard Schnieders.

## Classe 500
In classe regina Freddie Spencer ottiene il secondo successo della stagione, precedendo il capofila del mondiale Eddie Lawson e Randy Mamola.
La classifica mondiale continua ad essere guidata da Lawson davanti al francese Raymond Roche e agli altri due piloti statunitensi Spencer e Mamola.

### Arrivati al traguardo
| Pos. | Pilota             | Moto       | Tempo    | Griglia | Punti |
| ---- | ------------------ | ---------- | -------- | ------- | ----- |
| 1    | Freddie Spencer    | Honda      | 52.37.98 | 1       | 15    |
| 2    | Eddie Lawson       | Yamaha     | 52.53.93 | 2       | 12    |
| 3    | Randy Mamola       | Honda      | 53.19.93 | 4       | 10    |
| 4    | Ron Haslam         | Honda      | 53.29.75 | 5       | 8     |
| 5    | Raymond Roche      | Honda      | 53.41.06 | 6       | 6     |
| 6    | Franco Uncini      | Suzuki     | 53.45.86 | 11      | 5     |
| 7    | Virginio Ferrari   | Yamaha     | 53.57.07 | 7       | 4     |
| 8    | Keith Huewen       | Honda      | 54.03.67 | 9       | 3     |
| 9    | Boet van Dulmen    | Suzuki     | 54.09.09 | 10      | 2     |
| 10   | Barry Sheene       | Suzuki     | 54.16.78 | 13      | 1     |
| 11   | Steve Parrish      | Yamaha     | 1 giro   | 16      |       |
| 12   | Massimo Broccoli   | Honda      | 1 giro   | 17      |       |
| 13   | Rob Punt           | Suzuki     | 1 giro   | 18      |       |
| 14   | Fabio Biliotti     | Honda      | 1 giro   | 26      |       |
| 15   | Leandro Becheroni  | Suzuki     | 1 giro   | 19      |       |
| 16   | Lorenzo Ghiselli   | Suzuki     | 1 giro   | 24      |       |
| 17   | Henk van der Mark  | Honda      | 1 giro   | 28      |       |
| 18   | Franck Gross       | Honda      | 1 giro   | 15      |       |
| 19   | Christian Le Liard | Chevallier | 1 giro   | 22      |       |
| 20   | Walter Migliorati  | Suzuki     | 1 giro   | 27      |       |
| 21   | Paolo Ferretti     | Suzuki     | 1 giro   | 32      |       |
| 22   | Chris Guy          | Suzuki     | 2 giri   | 31      |       |
| 23   | Brett Hudson       | Suzuki     | 2 giri   | 37      |       |
| 24   | Henk de Vries      | Suzuki     | 2 giri   | 34      |       |
| 25   | Manfred Fischer    | Juchem     | 2 giri   | 35      |       |
| 26   | Børge Nielsen      | Suzuki     | 2 giri   | 39      |       |
| 27   | Hartmut Müller     | Suzuki     | 3 giri   | 30      |       |
| 28   | Wolfgang Schwarz   | Honda      | 3 giri   | 41      |       |
| 29   | Marco Papa         | Honda      | 14 giri  | 20      |       |

### Ritirati
| Pilota              | Moto   | Motivo | Griglia |
| ------------------- | ------ | ------ | ------- |
| Reinhold Roth       | Honda  |        | 8       |
| Didier de Radiguès  | Honda  |        | 12      |
| Peter Sjöström      | Suzuki |        | 38      |
| Sergio Pellandini   | Suzuki |        | 14      |
| Lothar Spiegler     | Suzuki |        | 33      |
| Claude Arciero      | Honda  |        | 36      |
| Louis-Luc Maisto    | Honda  |        | 29      |
| Rolf Aljes          | Juchem |        | 40      |
| Wolfgang von Muralt | Suzuki |        | 21      |
| Robert McElnea      | Suzuki |        | 3       |
| Gustav Reiner       | Suzuki |        | 23      |
| Klaus Klein         | Suzuki |        | 25      |

## Classe 250
Nella quarto di litro secondo successo consecutivo per il francese Christian Sarron che precede all'arrivo i piloti tedeschi Martin Wimmer e Manfred Herweh.
Nella classifica mondiale Sarron precede lo spagnolo Sito Pons e il tedesco Anton Mang.

### Arrivati al traguardo
| Pos. | Pilota               | Moto       | Tempo    | Griglia | Punti |
| ---- | -------------------- | ---------- | -------- | ------- | ----- |
| 1    | Christian Sarron     | Yamaha     | 46.12.07 | 1       | 15    |
| 2    | Martin Wimmer        | Yamaha     | 45.12.20 | 2       | 12    |
| 3    | Manfred Herweh       | Rotax      | 46.12.42 | 3       | 10    |
| 4    | Anton Mang           | Yamaha     | 46.28.12 | 12      | 8     |
| 5    | Carlos Lavado        | Yamaha     | 46.28.35 | 5       | 6     |
| 6    | Wayne Rainey         | Yamaha     | 46.29.18 | 4       | 5     |
| 7    | Alan Carter          | Yamaha     | 46.45.04 | 8       | 4     |
| 8    | Jacques Cornu        | Yamaha     | 46.45.16 | 10      | 3     |
| 9    | Thierry Espié        | Chevallier | 46.52.74 | 7       | 2     |
| 10   | Jean-Michel Mattioli | Chevallier | 47.11.93 | 13      | 1     |
| 11   | Loris Reggiani       | Kawasaki   | 47.17.22 | 20      |       |
| 12   | Mario Rademeyer      | Yamaha     | 47.21.30 | 24      |       |
| 13   | Teruo Fukuda         | Yamaha     | 47.38.42 | 18      |       |
| 14   | Hervé Guilleux       | Yamaha     | 1 giro   | 21      |       |
| 15   | Guy Bertin           | MBA        | 1 giro   | 25      |       |
| 16   | Massimo Matteoni     | Yamaha     | 1 giro   | 38      |       |
| 17   | Davide Tardozzi      | Yamaha     | 1 giro   | 30      |       |
| 18   | Manfred Obinger      | Yamaha     | 1 giro   | 29      |       |
| 19   | Eilert Lundstedt     | Yamaha     | 1 giro   | 39      |       |
| 20   | Bruno Lüscher        | Yamaha     | 1 giro   | 15      |       |
| 21   | Siegfried Minich     | Yamaha     | 1 giro   | 47      |       |
| 22   | Stéphane Mertens     | Yamaha     | 1 giro   | 31      |       |
| 23   | Mar Schouten         | Yamaha     | 1 giro   | 33      |       |
| 24   | Martin Füg           | Rotax      | 1 giro   | 11      |       |
| 25   | Karl-Thomas Grässel  | Römer      | 1 giro   | 37      |       |
| 26   | Vincenzo Cascino     | Yamaha     | 2 giri   | 48      |       |
| 27   | David Floyd Busby    | Rotax      | 3 giri   | 44      |       |

### Ritirati
| Pilota                 | Moto   | Motivo | Griglia |
| ---------------------- | ------ | ------ | ------- |
| Jean-François Baldé    | Pernod |        | 19      |
| Fausto Ricci           | Yamaha |        | 45      |
| Harald Eckl            | Rotax  |        | 16      |
| Bodo Schmidt           | Honda  |        | 34      |
| Richard Hubin          | Yamaha |        | 9       |
| Gabriel Gabria         | Yamaha |        | 43      |
| Graham Young           | Rotax  |        | 46      |
| Roland Freymond        | Yamaha |        | 35      |
| Donnie Robinson        | Yamaha |        | 27      |
| Sito Pons              | Yamaha |        | 6       |
| Patrick Fernandez      | Bartol |        | 17      |
| Donnie McLeod          | Yamaha |        | 14      |
| Ivan Palazzese         | Yamaha |        | 22      |
| Jean-Louis Guignabodet | Yamaha |        | 36      |
| Tony Head              | Rotax  |        | 32      |
| Jacques Bolle          | Pernod |        | 23      |
| Hans Becker            | Yamaha |        | 26      |

## Classe 125
Nella ottavo di litro continua il dominio del pilota spagnolo Ángel Nieto che si è aggiudicato tutte e tre le prove sinora disputate; ha preceduto sul traguardo i due piloti italiani Luca Cadalora e Eugenio Lazzarini che sono anche i due piloti che lo seguono in classifica generale, seppure a posizioni invertite.

### Arrivati al traguardo
| Pos. | Pilota             | Moto    | Tempo    | Griglia | Punti |
| ---- | ------------------ | ------- | -------- | ------- | ----- |
| 1    | Ángel Nieto        | Garelli | 44.44.96 | 3       | 15    |
| 2    | Luca Cadalora      | MBA     | 44.45.69 | 4       | 12    |
| 3    | Eugenio Lazzarini  | Garelli | 44.45.86 | 2       | 10    |
| 4    | Fausto Gresini     | MBA     | 44.46.34 | 8       | 8     |
| 5    | August Auinger     | MBA     | 44.47.71 | 9       | 6     |
| 6    | Jean-Claude Selini | MBA     | 45.35.83 | 7       | 5     |
| 7    | Giuseppe Ascareggi | MBA     | 45.36.68 | 25      | 4     |
| 8    | Johnny Wickström   | MBA     | 45.36.88 | 15      | 3     |
| 9    | Bruno Kneubühler   | MBA     | 45.44.91 | 12      | 2     |
| 10   | Lucio Pietroniro   | MBA     | 45.45.48 | 17      | 1     |
| 11   | Olivier Liegeois   | MBA     | 45.45.62 | 10      |       |
| 12   | Stefano Caracchi   | MBA     | 45.57.16 | 6       |       |
| 13   | Gerhard Waibel     | MBA     | 46.01.71 | 14      |       |
| 14   | Helmut Lichtenberg | MBA     | 46.27.33 | 22      |       |
| 15   | Boy van Erp        | MBA     | 46.40.83 | 23      |       |
| 16   | Alojz Pavlič       | MBA     | 1 giro   | 35      |       |
| 17   | Peter Sommer       | MBA     | 1 giro   | 29      |       |
| 18   | Robert Hmeljak     | MBA     | 1 giro   | 36      |       |
| 19   | Dirk Hafeneger     | MBA     | 1 giro   | 18      |       |
| 20   | Peter Balaz        | MBA     | 2 giri   | 40      |       |
| 21   | Horst Elsenheimer  | MBA     | 6 giri   | 39      |       |

### Ritirati
| Pilota                 | Moto  | Motivo           | Griglia |
| ---------------------- | ----- | ---------------- | ------- |
| Domenico Brigaglia     | MBA   |                  | 13      |
| Henk van Kessel        | MBA   |                  | 16      |
| Willi Hupperich        | MBA   | Uscita di pista  | 21      |
| Pablo Chambertini      | MBA   |                  | 32      |
| Stefan Schmitt         | MBA   |                  | 34      |
| Mike Leitner           | MBA   |                  | 20      |
| Willy Pérez            | MBA   |                  | 19      |
| Tony Smith             | Casal |                  | 43      |
| Hans Müller            | MBA   |                  | 5       |
| Thomas Weickardt       | MBA   | Motore           | 28      |
| Jacky Hutteau          | MBA   |                  | 42      |
| Beat Sidler            | MBA   |                  | 30      |
| Bady Hassaine          | MBA   |                  | 27      |
| Chris Baert            | MBA   | Problema tecnico | 45      |
| Maurizio Vitali        | MBA   | Caduta           | 1       |
| Neil Robinson          | MBA   |                  | 31      |
| Joe Genoud             | MBA   |                  | 41      |
| Tony Head              | MBA   |                  | 38      |
| Ezio Gianola           | MBA   | Motore           | 11      |
| Wilhelm Lücke          | MBA   |                  | 33      |
| Thomas Møller-Pedersen | MBA   |                  | 37      |
| Hubert Abold           | MBA   |                  | 26      |

## Classe 80
Nella classe di minor cilindrata in gara, il pilota svizzero Stefan Dörflinger ottiene il secondo successo consecutivo dopo quello ottenuto in Austria, precedendo l'italiano Pier Paolo Bianchi e il tedesco Gerhard Waibel.
Nella classifica iridata continua ad essere al comando Bianchi, con quattro punti di vantaggio su Dörflinger.

### Arrivati al traguardo
| Pos. | Pilota              | Moto       | Tempo    | Griglia | Punti |
| ---- | ------------------- | ---------- | -------- | ------- | ----- |
| 1    | Stefan Dörflinger   | Zündapp    | 37.12.77 | 2       | 15    |
| 2    | Pier Paolo Bianchi  | Huvo-Casal | 37.23.44 | 3       | 12    |
| 3    | Gerhard Waibel      | Real       | 37.28.90 | 5       | 10    |
| 4    | Hubert Abold        | Zündapp    | 38.02.00 | 4       | 8     |
| 5    | Willem Heykoop      | Huvo-Casal | 38.23.93 | 10      | 6     |
| 6    | George Looijesteijn | Casal      | 39.15.09 | 8       | 5     |
| 7    | Serge Julin         | Casal      | 39.27.19 | 14      | 4     |
| 8    | Zdravko Matulja     | Tomos      | 1 giro   | 18      | 3     |
| 9    | Reinhard Koberstein | Seel       | 1 giro   | 13      | 2     |
| 10   | Bernd Rossbach      | Casal      | 1 giro   | 15      | 1     |
| 11   | Bertus Grinwis      | Casal      | 1 giro   | 20      |       |
| 12   | Otto Machinek       | Kreidler   | 1 giro   | 21      |       |
| 13   | Paul Rimmelzwaan    | Harmsen    | 1 giro   | 22      |       |
| 14   | Tony Smith          | Casal      | 1 giro   | 28      |       |
| 15   | Chris Baert         | Eberhardt  | 1 giro   | 16      |       |
| 16   | Johann Auer         | Eberhardt  | 1 giro   | 23      |       |
| 17   | Bert Smit           | BZ         | 2 giri   | 29      |       |
| 18   | Thomas Engl         | Sachs      | 2 giri   | 17      |       |
| 19   | Jos van Dongen      | Sachs      | 2 giri   | 25      |       |

### Ritirati
| Pilota             | Moto      | Motivo | Griglia |
| ------------------ | --------- | ------ | ------- |
| Mika-Sakari Komu   | Eberhardt |        | 31      |
| Hans Müller        | Sachs     |        | 9       |
| Jorge Martínez     | Derbi     |        | 1       |
| Hans Spaan         | Casal     |        | 7       |
| Eico Rispens       | Ripens    |        | 32      |
| Gerhard Bauer      | Ziegler   |        | 11      |
| Theo Timmer        | Casal     |        | 12      |
| Rainer Scheidhauer | Seel      |        | 6       |
| Hans Koopman       | Kreidler  |        | 19      |
| Hans-Jürgen Hummel | Hummel    |        | 24      |
| Reiner Koster      | Casal     |        | 26      |
| Inge Arends        | Jas       |        | 27      |
| Kasimir Rapczynski | Kreidler  |        | 33      |
| Günter Schirnhofer | Honda     |        | 30      |

## Classe sidecar
Seconda vittoria in due gare per Egbert Streuer-Bernard Schnieders, che distanziano notevolmente gli avversari; sul podio salgono anche Michel-Fresc e, per la prima volta nel motomondiale, Steve Webster-Tony Hewitt. Ancora un ritiro per i campioni in carica Rolf Biland-Kurt Waltisperg, fermati da problemi tecnici mentre erano in seconda posizione.
In classifica Streuer è a punteggio pieno a 30, seguono Michel e Schwärzel appaiati a 20. 

### Arrivati al traguardo (posizioni a punti)[5]
| Pos | Pilota           | Passeggero         | Moto          | Tempo    | Punti |
| --- | ---------------- | ------------------ | ------------- | -------- | ----- |
| 1   | Egbert Streuer   | Bernard Schnieders | LCR-Yamaha    | 45'56"34 | 15    |
| 2   | Alain Michel     | Jean-Marc Fresc    | LCR-Yamaha    | 46'31"32 | 12    |
| 3   | Steve Webster    | Tony Hewitt        | LCR-Yamaha    | 47'27"62 | 10    |
| 4   | Werner Schwärzel | Andreas Huber      | LCR-Yamaha    | 47'45"35 | 8     |
| 5   | Steve Abbott     | Shaun Smith        | Windle-Yamaha | +1 giro  | 6     |
| 6   | Masato Kumano    | Helmut Diehl       | LCR-Yamaha    | +1 giro  | 5     |
| 7   | Alfred Zurbrügg  | Martin Zurbrügg    | LCR-Yamaha    | +1 giro  | 4     |
| 8   | Hein van Drie    | Willem van Dis     | LCR-Yamaha    | +1 giro  | 3     |
| 9   | Theo van Kempen  | Geral de Haas      | LCR-Yamaha    | +1 giro  | 2     |
| 10  | Dennis Bingham   | Julia Bingham      | LCR-Yamaha    | +1 giro  | 1     |